# ジャン＝フィリップ・ベロク
ジャン＝フィリップ・ベロック（Jean-Philippe Belloc、1970年4月24日 - ）は、フランス・モントーバン出身のレーシングドライバー。1994年のフランス・フォーミュラ3選手権のチャンピオン。

## 経歴

### フォーミュラ
1991年にフランス・フォーミュラ・ルノーへの参戦を開始し、同年の最終戦で2位に入る。2年目の1992年に4回の勝利を挙げ、フランス・フォーミュラ・ルノーのチャンピオンを獲得した。
1993年にフランスF3選手権に昇格し、翌1994年にシーズン5勝を挙げタイトルを獲得。
1995年からアポマトクスより国際F3000選手権へとステップアップし、初年度の最高成績は3位。1996年にDAMSへと移籍したが、最高位は7位でポイント獲得に一歩及ばなかった。1997年にアポマトクスへと戻るも、第4戦終了後シートを失う。フォーミュラ参戦は同年が最後となった。

### スポーツカーレース
フランスのポルシェ・カレラカップでレースを行った後、1998年にフルタイムのスポーツカーレースドライバーになり、カレラカップでは3位になった。
翌1999年、FIA GT選手権に参戦するオレカと契約し、クライスラー・バイパーGTS-Rで参戦して以降クライスラーのワークスドライバーとなった。FIA GT選手権ランキング3位になり、アメリカン・ル・マン・シリーズ(ALMS)にも参戦した。2001年にはFIA GT選手権のチャンピオンを獲得。スパ24時間でも総合優勝も果たした。
2002年からはFIA スポーツカー選手権でレースをしたが、フランス・スーパーツーリングカー選手権、FIA GT選手権にも参加した。2006年、彼はFIA GT、ALMS、ヨーロピアン・ル・マンで時折ドライブし、イスタンブール1000kmでLMP2クラスの優勝を果たした。2007年、彼はル・マン24時間レースでは、オレカのサリーン・S7-Rをドライブした。

## レース戦績

### フランス・フォーミュラ3選手権
| 年     | エントラント   | シャーシ      | エンジン   | 1     | 2      | 3     | 4       | 5     | 6     | 7     | 8     | 9     | 10      | 11    | 順位 | ポイント |
| ------ | -------------- | ------------- | ---------- | ----- | ------ | ----- | ------- | ----- | ----- | ----- | ----- | ----- | ------- | ----- | ---- | -------- |
| 1993年 | La Filière Elf | ダラーラ F393 | フィアット | LED 2 | NOG 18 | DIJ 9 | PAU Ret | ROU 5 | MAG 7 | LEC 3 | ALB 4 | BUG 4 | VDV Ret |       | 7位  | 50       |
| 1994年 | La Filière Elf | ダラーラ F393 | フィアット | NOG 3 | LED 1  | PAU 4 | DIJ 6   | VDV 1 | MAG 1 | CET 3 | LEC 1 | ALB 3 | BUG 2   | MAG 1 | 1位  | 120      |

- 太字はポールポジション、斜字はファステストラップ。

### 国際F3000選手権
| 年     | エントラント | シャーシ        | エンジン               | 1     | 2       | 3       | 4       | 5       | 6      | 7       | 8      | 9     | 10       | 順位 | ポイント |
| ------ | ------------ | --------------- | ---------------------- | ----- | ------- | ------- | ------- | ------- | ------ | ------- | ------ | ----- | -------- | ---- | -------- |
| 1995年 | アポマトクス | レイナード・95D | コスワース             | SIL 8 | CAT DSQ | PAU 5   | PER Ret | HOC Ret | SPA 13 | EST Ret | MAG 3  |       |          | 11位 | 6        |
| 1996年 | DAMS         | ローラ・T96/50  | ザイテック-ジャッド KV | NÜR 7 | PAU 9   | PER Ret | HOC 8   | SIL 17  | SPA 20 | MAG Ret | EST 14 | MUG 9 | HOC2 Ret | NC   | 0        |
| 1997年 | アポマトクス | ローラ・T96/50  | ザイテック-ジャッド KV | SIL 9 | PAU Ret | HEL Ret | NÜR 20  | PER     | HOC    | A1R     | SPA    | MUG   | JER      | NC   | 0        |

### ル・マン24時間レース
| 年     | チーム                           | コ・ドライバー                            | 使用車両                     | クラス | 周回 | 総合順位 | クラス順位 |
| ------ | -------------------------------- | ----------------------------------------- | ---------------------------- | ------ | ---- | -------- | ---------- |
| 1997年 | ラ フィレ エルフ                 | アンリ・ペスカロロ エマニュエル・クレリコ | クラージュ・C36-ポルシェ     | LMP    | 319  | 7位      | 4位        |
| 1998年 | クラージュ･コンペティション      | ディディエ・コッタズ マルク・ホーセンス   | クラージュ・C51-日産         | LMP1   | 232  | DNF      | DNF        |
| 1999年 | バイパー チーム オレカ           | デビッド・ドノヒュー ソエイル・アヤリ     | クライスラー・バイパー GTS-R | GTS    | 271  | DNF      | DNF        |
| 2000年 | モパー チーム オレカ             | ヤニック・ダルマス ニコラ・ミナシアン     | レイナード・2KQ-LM-モパー    | LMP900 | 1    | DNF      | DNF        |
| 2001年 | ラルブル・コンペティション       | クリストフ・ブシュー ティアゴ・モンテイロ | クライスラー・バイパー GTS-R | GTS    | 234  | 20位     | 4位        |
| 2002年 | エキップ ド フランス FFSA オレカ | ジョナサン・コシェ ブノワ・トレルイエ     | クライスラー・バイパー GTS-R | GTS    | 326  | 14位     | 3位        |
| 2007年 | チーム オレカ                    | ローレン・グロッピー ニコラ・プロスト     | サリーン・S7-R               | GT1    | 337  | 10位     | 5位        |
| 2011年 | ラルブル・コンペティション       | クリストフ・ブレット パスカル・ギボン     | ポルシェ・997 GT3-RSR        | GTE Am | 301  | 21位     | 2位        |
| 2012年 | ラルブル・コンペティション       | クリストフ・ブレット パスカル・ギボン     | シボレー・コルベット C6.R    | GTE Am | 309  | 28位     | 5位        |
| 2016年 | ラルブル・コンペティション       | ピエール・ラグ 山岸大                     | シボレー・コルベット C7.R    | GTE Am | 316  | 37位     | 8位        |